# Danismus
Als Danismus wird eine Ausdrucksweise oder eine Bedeutung aus der dänischen Sprache bezeichnet, die in eine andere Sprache eingeflossen ist. Davon können alle Bereiche eines Sprachsystems betroffen sein, von der Lautung über die Formenlehre, Syntax und Semantik, bis zu Wortschatz, Sprachgebrauch und Sprachebene (Fachsprache, Alltagssprache, Slang).
Findet die Übernahme Akzeptanz von Seiten der Sprachgemeinschaft, werden die Ausdrücke als Fremd- und Lehnwort bzw. als neue Satzkonstruktion übernommen.

## Danismen im Deutschen
Im Deutschen gibt es vergleichsweise wenige Danismen.

### Entlehnungen

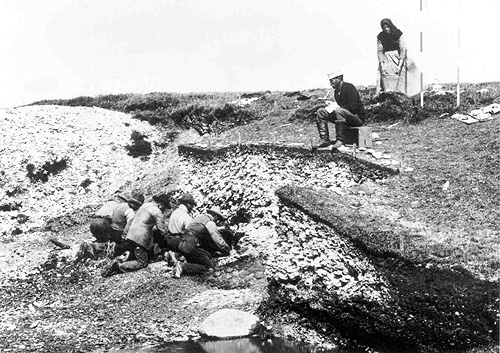
Ausgrabung eines Køkkenmødding bei Ertebølle, 1890er Jahre.

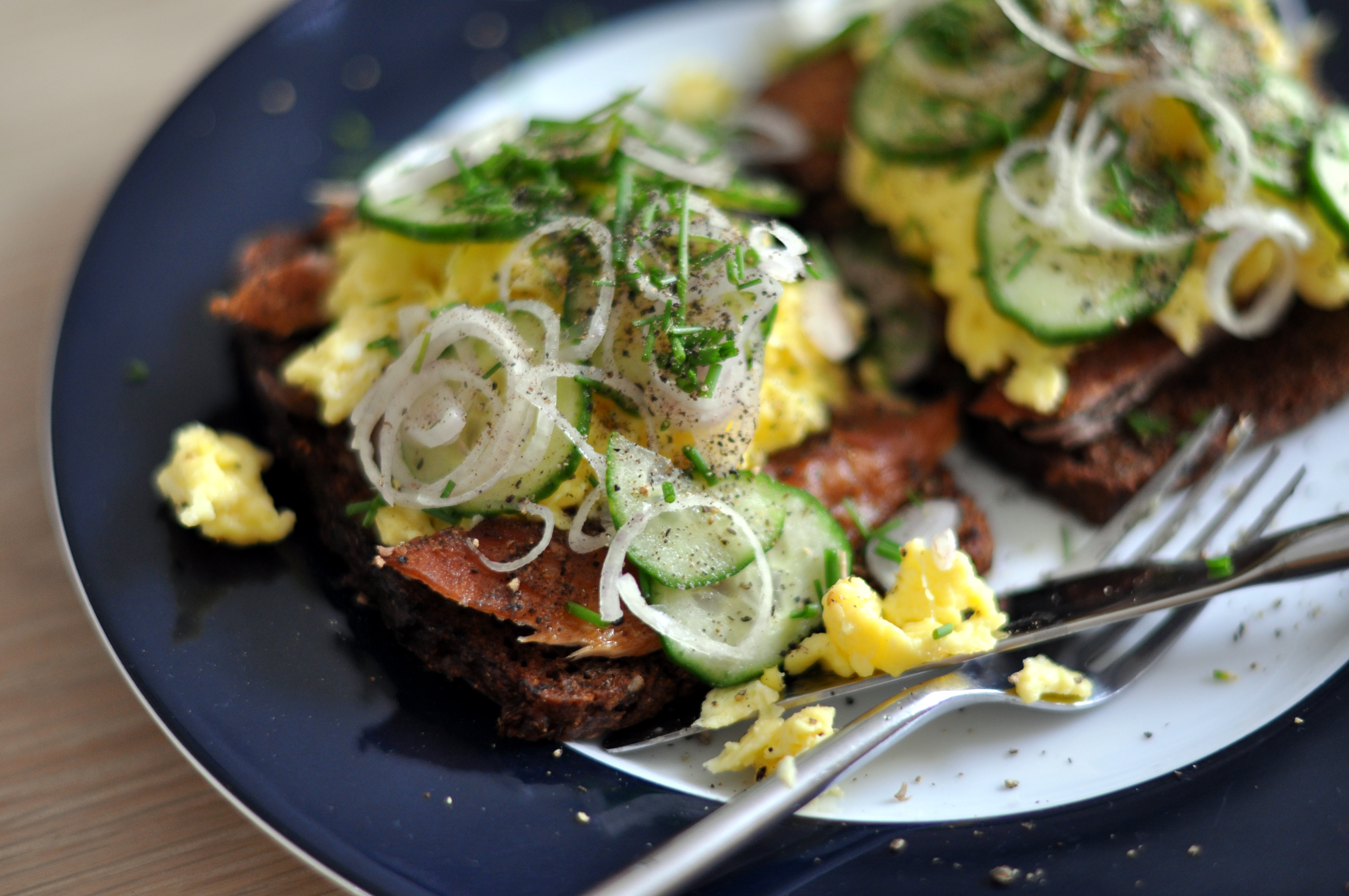
Smörrebröd mit Makrele und Rührei.

Durch Sprachkontakt mit skandinavischen Sprachen sind nur wenige Lexeme ins Deutsche gelangt. Im 19. Jahrhundert wuchs das deutsche Interesse an altnordischer Mythologie und Dichtung, einige Wörter aus dem Altnordischen fanden so ihren Weg ins Deutsche.
Aus dem Dänischen wurde – über das Niederdeutsche – Flunder entlehnt (dän. flynder). Die erfolgreiche Komödie des Dramatikers Ludvig Holberg Den politiske Kandestøber (1722) führte im Deutschen zur Bezeichnung Kannegießer für einen politischen Schwätzer.
Dänischen Ursprungs sind auch die  Lehnübersetzungen Erlkönig (dän. elverkonge), Nordlicht (dän. nordlys) und Stabreim (dän. stavrim). Durch die Arbeiten des dänischen Naturforschers Japetus Steenstrup etablierte sich der Fachausdruck Køkkenmødding auch im deutschen Sprachraum. Unter den Vorsätzen für Maßeinheiten im Internationalen Einheitensystem findet sich das Wort Atto für 10−18 (ein Trillionstel) nach dän. atten für achtzehn.
Da Fremdwörter in Bereichen mit einem regen Kulturkontakt übernommen werden, stammen neuere Entlehnungen aus dem Tourismus: In der Reiseliteratur wird die idyllisierende Vokabel hyggelig häufig verwendet, ohne dass sie sich allgemein durchgesetzt hätte.
Pendler und Migranten streuen dänische Ausdrücke in den deutschen Wortschatz ein, wenn eine deutsche Entsprechung fehlt, zum Beispiel hegnssynet oder andelsbolig. Auch im skandinavistischen Fachbetrieb sind Danismen – mit deutscher Aussprache, bewusst oder unabsichtlich – überall dort gebräuchlich, wo spezifisch dänische Phänomene zur Sprache kommen wie „Dronningerunde“ oder „Folkehøjskole“.
Besonders in schleswig-holsteinischen Dialekten hat sich das Wort Sünde in anderer Bedeutung etabliert. Es wird häufig als Ausruf (Oh, wie Sünde!) benutzt. Der Ausdruck hat sich abgeleitet von „Det er synd“, was dem Hochdeutschen „Das ist schade“ entspricht.

#### Beispiel: Smörrebröd
Das Smörrebröd (dän. Smørrebrød) fand in den 1960er und 1970er Jahren Eingang in die deutsche Sprache und etablierte sich in den 1980er Jahren mit angepasster Rechtschreibung und Grammatik. 1986 wurde Smörrebröd in den Duden aufgenommen. Seit den 1990er Jahren wählen auch dänische Wörterbuchredaktionen die Übersetzung „smørrebrød - Smörrebröd“, nach der Jahrtausendwende einheitlich. Smörrebröd bezeichnet in der Regel eine als genuin dänisch empfundene Mahlzeit. Die Entlehnung füllte eine Bezeichnungslücke im Deutschen und wurde "mit den Dingen selbst übernommen" (vgl. etwa Pizza, Raclette oder Fastfood).

### Transferfehler
Beim Sprechen von Fremdsprachen begehen dänische Muttersprachler ebenso Transferfehler wie Übersetzer, die aus dem Dänischen in die muttersprachliche Zielsprache übersetzen. Gerade die relative Nähe der nordgermanischen zur deutschen Sprache hat zur Folge, dass Transferfehler, zum Beispiel falsche Freunde, unbemerkt bleiben.
Im Bereich der Syntax wird als häufiges Phänomen die Wortreihenfolge vertauscht, etwa der schlicht ortsbezogene Name Brorfelde observatorium zu deutsch Brorfelde-Observatorium statt korrekt Observatorium Brorfelde oder dänisch Roskilde Kommune zu deutsch Roskilde-Kommune statt Kommune Roskilde.

### Schleswig/Sønderjylland
Eine komplexe Rolle spielen Danismen im Schleswigschen. Im Süden Schleswigs wurde noch bis ins 19. Jahrhundert das Fjoldemål (Viöler Dänisch) gesprochen, in Grenznähe wird heute noch Sønderjysk gesprochen. Auch das in der Grenzstadt Flensburg gesprochene Petuh (eine Pidginsprache) bedient sich des dänischen Wortschatzes.
Viele Ortsnamen in Südschleswig sind altdänischer bzw. altnordischer Herkunft – zum Beispiel Orte mit der Endung -by (by = dt. ‚Ort‘), -rup, -trup, -torp und -wig / -vig (wie bei Schleswig). Die deutsch-dänische Ortsnamensgrenze verläuft etwa von Eckernförde nach Husum.

## Danismen in den anderen skandinavischen Sprachen
Durch die über Jahrhunderte andauernde Dominanz des Dänischen im Dänischen Gesamtstaat wurden das Norwegische, Färöische und Isländische beeinflusst. Hier wurde und wird eine aktive Sprachpolitik zur „Bereinigung“ der Sprache betrieben. Dem steht unter Umständen das Dialektkontinuum zwischen diesen Sprachen in nördlich-westliche Richtung entgegen, was sich besonders im Bokmål zeigt.
Die Norwegische Sprache geriet mit der Einführung der Reformation (1536) in die Defensive, Dänisch wurde Richtschnur für den allgemeinen Sprachgebrauch. Gottesdienste fanden auf Dänisch statt, Bibel (1550) Gesangbücher und Luthers Katechismus wurden in dieser Hochsprache gedruckt. Zusätzlich förderte der König von Kopenhagen aus die Einwanderung dänischer, schwedischer und deutscher Händler und Arbeitskräfte, was Wortschatz und Schriftsprache nachhaltig beeinflusste. Diese sprachgeschichtliche Phase wird gemeinhin auf die Zeit 1536/1550 bis 1800/1814 festgelegt.